# アデライード (ヴェルマンドワ女伯)
アデライード・ド・ヴェルマンドワ（フランス語：Adélaïde de Vermandois, 1065年以前 - 1120/4年）は、ヴェルマンドワ女伯およびヴァロワ女伯（在位：1080年 - 1102年）。ヴェルマンドワ伯位を保持したカロリング家の最後の子孫である。

## 生涯
アデライードはヴェルマンドワ伯エルベール4世とアデライード・ド・ヴァロワの娘である。
1180年以前にフランス王アンリ1世の息子でフィリップ1世の弟ユーグと結婚した。ユーグはアデライードの父エルベール4世の死後にヴェルマンドワ伯となった。
1104年、アデライードはクレルモン伯ルノー2世と再婚した。この結婚でアデライードは1女マルグリットを産んだ。
1102年にアデライードは伯位を息子ラウル1世に譲った。アデライードは1120年に死去した。

## 子女
最初の夫ヴェルマンドワ伯ユーグ1世との間に以下の子女が生まれた。
- マティルド（1080年 - 1130年） - ラウル1世・ド・ボージャンシーと結婚
- ベアトリス - ユーグ4世・ド・グルネーと結婚
- エリザベート（イザベル、1085年 - 1131年） - 1.初代レスター伯（ムーラン伯）ロバート・ド・ボーモンと結婚、2.第2代サリー伯ウィリアム・ド・ワーレンと結婚
- ラウル1世（1085年 - 1152年） - ヴェルマンドワ伯
- コンスタンス （1086年 - ?年） - ラ・フェルテ＝ダンクール（＝スー＝ジュアール）領主およびモー子爵ゴドフロワと結婚
- アニェス （1090年 - 1125年） - サヴォーナ侯ボニファーチョ・デル・ヴァストと結婚
- アンリ （1091年 - 1130年） - ショーモン＝アンベクサン領主、クシー領主トマ・ド・マルルとの戦闘中に戦死
- シモン （1093年 - 1148年） - ノワイヨン司教
- ギヨーム（1094年頃 - 1096年頃） - フランス王ルイ6世の庶子イザベルと結婚

2番目の夫クレルモン伯ルノー2世との間に1女が生まれた。
- マルグリット（1104/05年 – 1145年以降） - クレルモン女伯。フランドル伯シャルル1世と結婚、サン＝ポル伯ユーグ2世と再婚、ボードゥアン・ダンクルと再々婚。